# 馬納卡拉

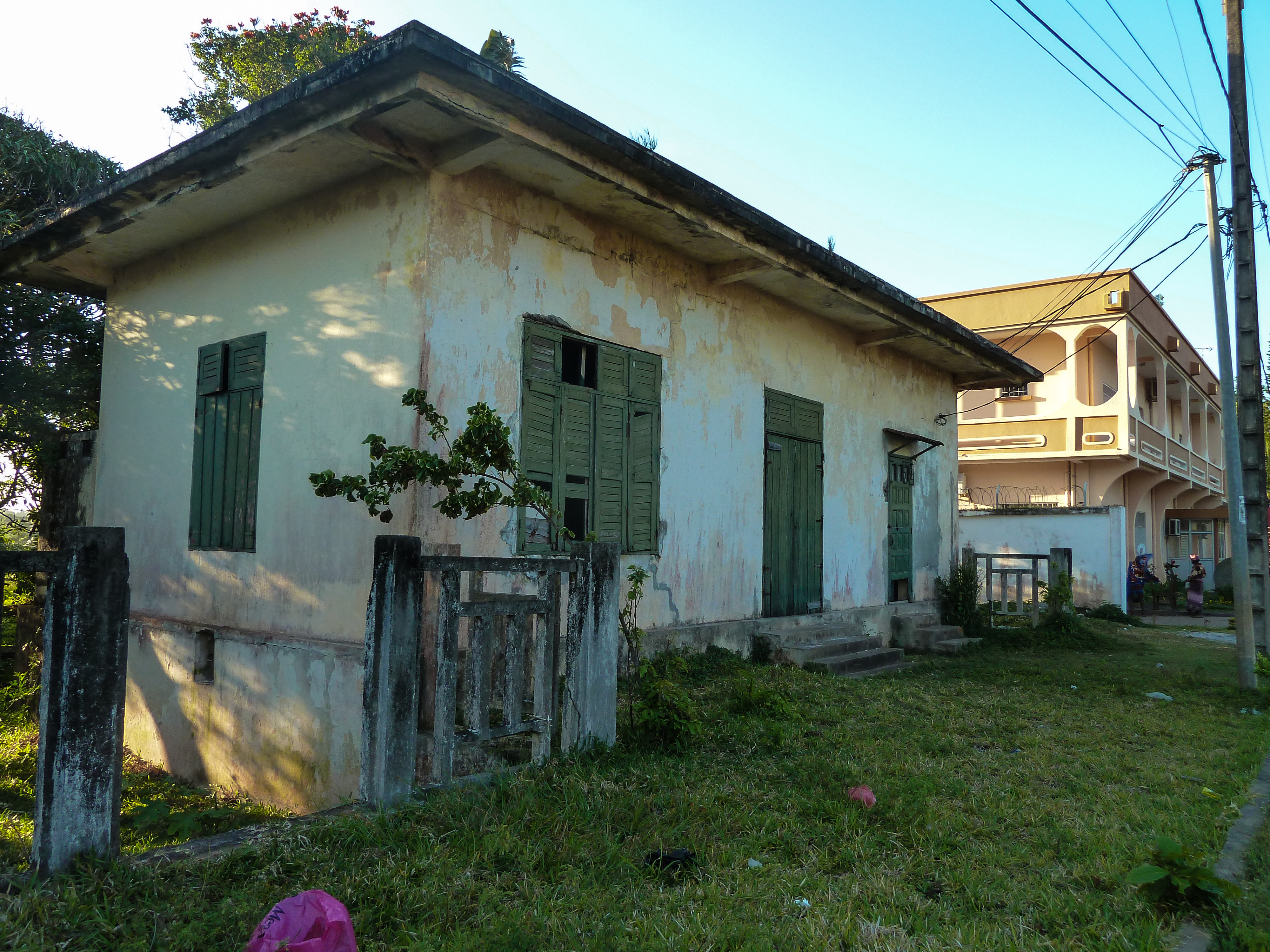
馬納卡拉殖民時期的建築

馬納卡拉（Manakara）是馬達加斯加的城市，也是菲图维纳尼大区的首府，位於該國東部沿岸，距離首都塔那那利佛約590公里，海拔高度10米，2010年人口37,928。

## 友好城市
- 法國 帕尔特奈

22°09′S 48°00′E / 22.150°S 48.000°E